# خرفه زمستانی
خرفه زمستانی (نام علمی: Claytonia perfoliata) نام یک گونه از راسته میخک‌سانان است.

## نگارخانه

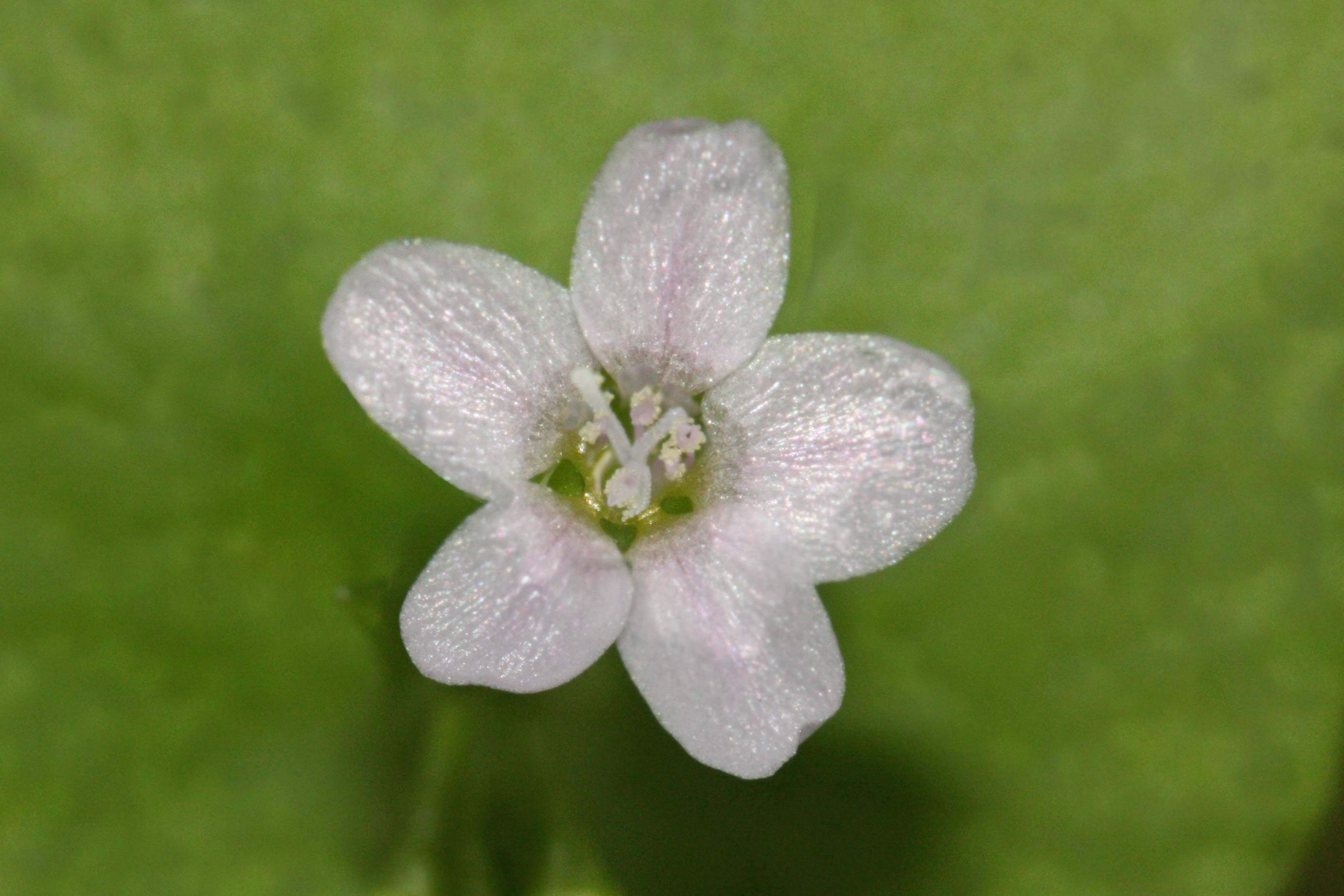
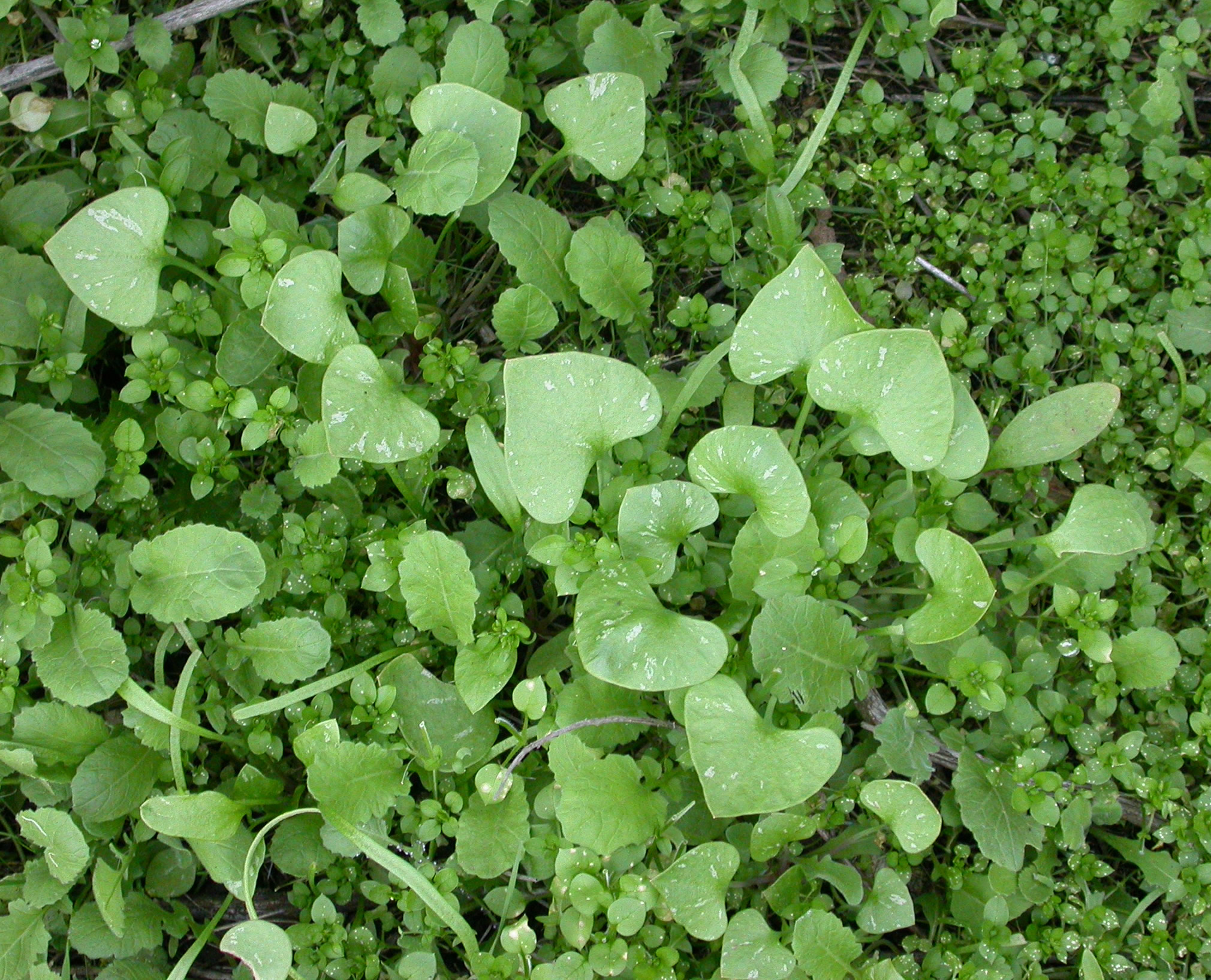
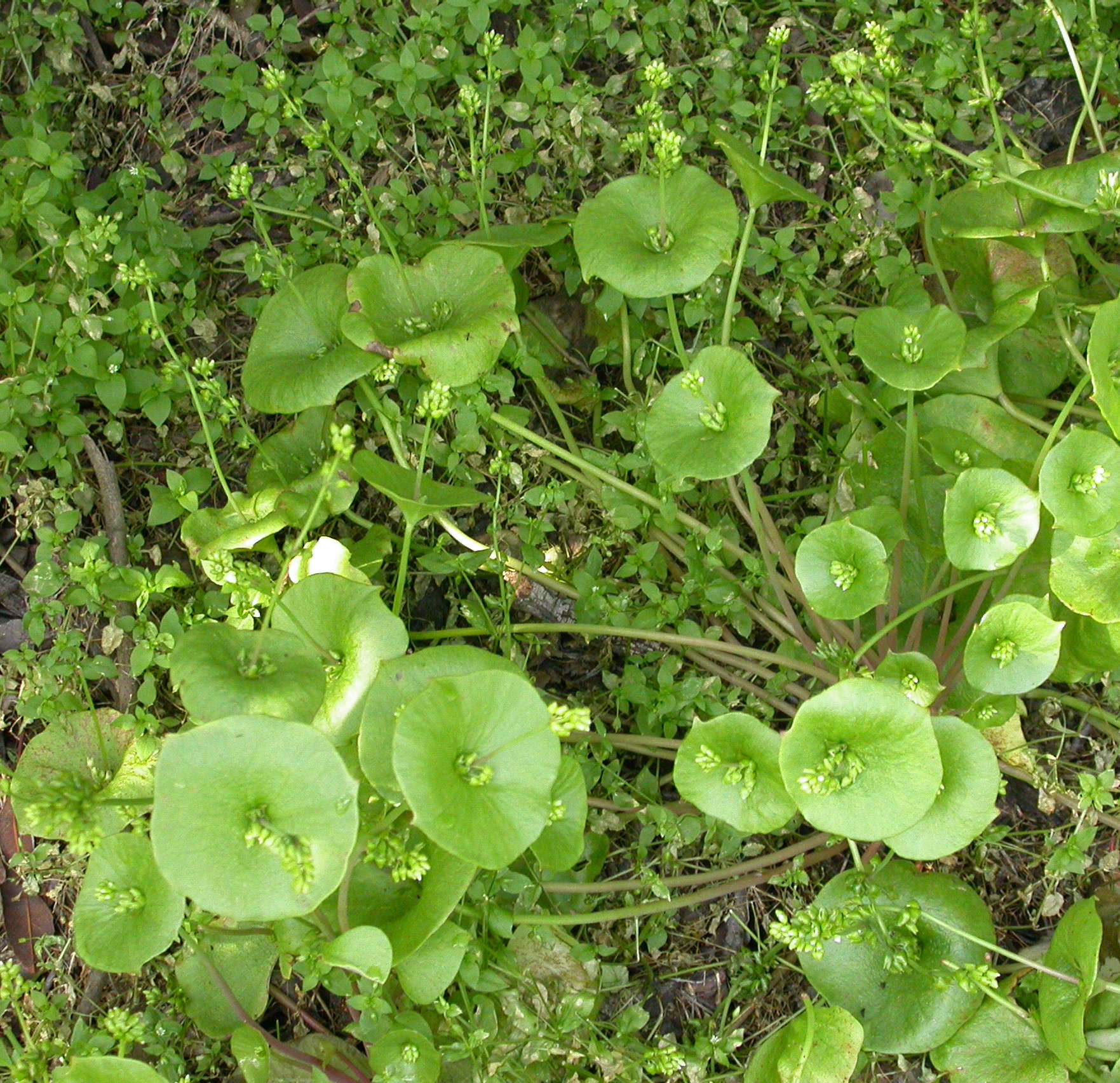